# Partia Piratów
Partia Piratów (także: Partia Piracka) – międzynarodowy ruch społeczno-polityczny, który propaguje ochronę życia prywatnego, wolny dostęp do dóbr kultury, popiera prawa cyfrowe i stara się przeciwdziałać prywatnym monopolom, które zdaniem zwolenników tego ruchu są szkodliwe dla społeczeństwa.

Zasięg ruchu „pirackiego”
partie zarejestrowane
partie niezarejestrowane
dyskusja na temat międzynarodówki pirackiej
brak

     partie zarejestrowane
     partie niezarejestrowane
     dyskusja na temat międzynarodówki pirackiej
     brak

## Ruch międzynarodowy
Pod koniec 2006 ruch ten, w różnych formach organizacyjnych, istniał w Australii, Austrii, Belgii, Brazylii, Kanadzie, Francji, Niemczech, Włoszech, Holandii, Nowej Zelandii, Peru, Polsce, Rosji, Republice Południowej Afryki, Hiszpanii, Szwajcarii, Szwecji, Wielkiej Brytanii i Stanach Zjednoczonych.

## Zarejestrowane partie

### Polska Partia Piratów

Symbol Polskiej Partii Piratów

Partia Piratów została zarejestrowana w Polsce 29 listopada 2007. Jej prezesem był Błażej Kaczorowski. Jednak 28 grudnia 2009 została wykreślona z ewidencji partii politycznych. 
Ugrupowanie zostało reaktywowane i zarejestrowane ponownie 21 stycznia 2013 jako Polska Partia Piratów (w skrócie P3, później Piraci). Jej prezesem został Radosław Pietroń. 
Przed wyborami do Parlamentu Europejskiego w 2014 partia zawarła porozumienie z Demokracją Bezpośrednią i Partią Libertariańską, na mocy którego jej działacze (a także działacze Partii Libertariańskiej) znaleźli się na listach komitetu DB (który zarejestrował listy w 6 z 13 okręgów wyborczych). Najwięcej członków P3 znalazło się na liście DB w okręgu łódzkim (w tym otwierający listę ówczesny wiceprezes P3 Tomasz Słowiński). W wyborach samorządowych w tym samym roku Tomasz Słowiński został wystawiony przez Kongres Nowej Prawicy na prezydenta Skierniewic, zajmując ostatnie, 6. miejsce z nieco ponad 2-procentowym poparciem.
20 czerwca 2015 funkcję prezesa partii objęła Paulina Kolbusz. W wyborach parlamentarnych w tym samym roku ugrupowanie nie wystartowało. Poparło niezależnego kandydata do Senatu Piotra Waglowskiego. 10 czerwca 2017 nowym prezesem partii został Michał Dydycz. W wyborach samorządowych w 2018 kandydował on bez powodzenia z lokalnego komitetu do rady gminy Sarnaki. 
W 2023 nowym prezesem partii został Janusz Wdzięczak. Ugrupowanie zapowiedziało na ten rok start w wyborach parlamentarnych. Zarejestrowało komitet wyborczy, który zgłosił kandydaturę Artura Szostaka do Senatu w okręgu gdańsko-sopockim. Uzyskał on 27 286 głosów (8,57%), zajmując ostatnie, 3. miejsce.
W wyborach samorządowych w 2024 prezes partii Janusz Wdzięczak startował na prezydenta Łodzi z ramienia komitetu Koalicja Samorządowa Energia Łodzi, zajmując przedostatnie, 5. miejsce z nieco ponad 2-procentowym poparciem. Kandydatka Piratów startowała tam także bez powodzenia do rady miasta. Również z ramienia komitetu związanego z KS (OK Samorząd) wystartował do sejmiku małopolskiego Jakub Błądek; komitet nie zdobył mandatów. Piraci poparli również startujących z lokalnych komitetów kandydatów na prezydentów Gdańska (Artura Szostaka) i Rzeszowa (Jacka Strojnego).

### Pozostałe
Pozostałe oficjalnie zarejestrowane partie, które wpisały do swojego programu idee tego ruchu to m.in.:
- Szwedzka Piratpartiet – zarejestrowana 1 stycznia 2006
- Niemiecka Partia Piratów – zarejestrowana 10 września 2006
- Czeska Partia Piratów – zarejestrowana 17 czerwca 2009
- Fińska Piraattipuolue – zarejestrowana 19 sierpnia 2009
- Islandzka Partia Piratów – utworzona 24 listopada 2012

Ugrupowania tego rodzaju funkcjonują w kilkudziesięciu krajach.